# Desfiladero del Río Grande

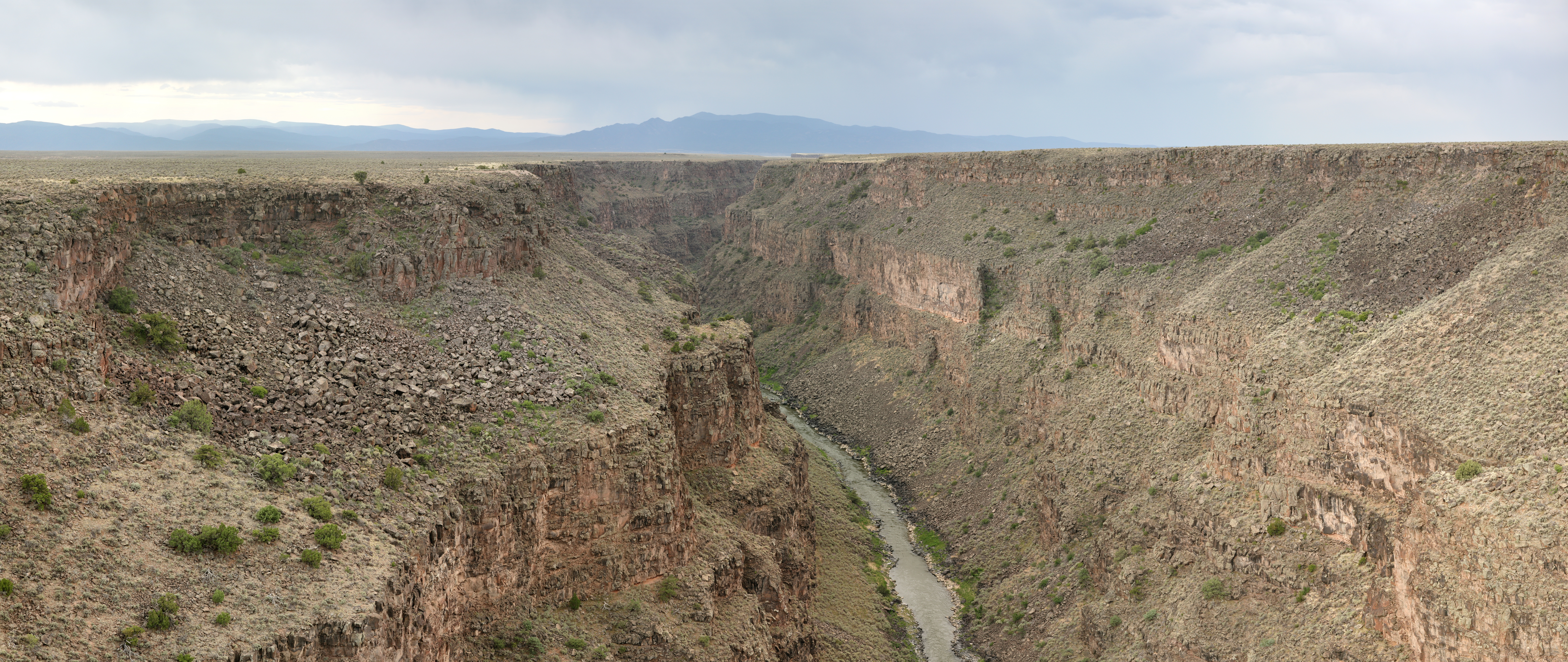
Desfiladero del Río Grande

El desfiladero del Río Grande es un desfiladero excavado por el río Grande que se dirige en dirección noroeste a sureste del condado de Taos en Nuevo México, a través de los flujos de basalto del campo volcánico de la meseta de Taos. El desfiladero tiene una profundidad de 800 pies al sur del puente del río Grande, que cruza el desfiladero 10 millas al noroeste de Taos.